# Medalla de la Amistad
La Medalla de la Amistad (en chino simplificado, 友谊勋章; pinyin, Yǒuyì Xūnzhāng) es una medalla nacional otorgada por el gobierno de la República Popular China. Se otorga a dignatarios extranjeros, amigos internacionales u otros extranjeros. Y uno de los más altos títulos honoríficos nacionales, otorgado por el Presidente de la República Popular China.
Es, junto con la Medalla de la República, la más alta orden de honor de la República Popular China. El 27 de diciembre de 2015, el Comité Permanente del Congreso Nacional del Pueblo (NPCSC) aprobó una ley que establece dos medallas nacionales, la Orden de la República y la Medalla de la Amistad, constituidas el 1 de enero de 2016.
La Medalla de la Amistad se estableció de conformidad con el Artículo 3 de la Ley de la República Popular China sobre Medallas Nacionales y Títulos Honoríficos Nacionales aprobada por el Comité Permanente de la Duodécima Asamblea Popular Nacional el 27 de diciembre de 2015. Los extranjeros que hayan realizado contribuciones destacadas en cooperación y mantenimiento de la paz mundial.
La primera Medalla de la Amistad fue otorgada por el presidente Xi Jinping a Vladímir Putin, presidente de Rusia, el 8 de junio de 2018.

## Historia
- En agosto de 2015, la 16.ª sesión del Comité Permanente de la Duodécima Asamblea Popular Nacional consideró por primera vez la Ley de la República Popular China sobre Medallas Nacionales y Títulos Honoríficos Nacionales (Proyecto).[5]

- En diciembre de 2015, se celebró en Beijing la 18.ª sesión del Comité Permanente de la Duodécima Asamblea Popular Nacional, donde se consideró por segunda vez la Ley de la República Popular China sobre Medallas Nacionales y Títulos Nacionales Honoríficos (Proyecto).[5]

- En enero de 2016, finalmente se promulgó la Ley de la República Popular China sobre Medallas Nacionales y Títulos Honoríficos Nacionales. De acuerdo con esta ley, el Estado instituyó la Medalla de la Amistad de la República Popular China.[5]

- En junio de 2018 se entregó la primera Medalla de la Amistad. Con la aprobación del Comité Central del Partido Comunista de China (PCCh), se llevó a cabo en el Gran Salón la ceremonia de entrega de las medallas estatales y los honores estatales de la República Popular China. El presidente de la República Popular China, el secretario general del Comité Central del PCCh y el presidente de la Comisión Militar Central asistieron a la ceremonia y pronunciaron importantes discursos, respectivamente.[5]

## Apariencia
Los colores principales utilizados para la Medalla de la Amistad son el dorado y el azul. El cuerpo de la medalla adoptó varios elementos; una paloma que representa la paz y el amor se coloca en el centro de la placa de la medalla, mientras que la tierra también está grabada en la parte inferior de la paloma, seguida de un saludo de mano que simboliza la actitud amistosa de China hacia otros países. La placa de la medalla está rodeada de pétalos de loto, que es una flor que representa la pureza, la paz y la armonía en la cultura tradicional china.
Asimismo, se pueden observar elementos aún más tradicionales en la cadena de la Medalla de la Amistad. Esto incluye el uso de nudos decorativos chinos (solidaridad), flores de peonía (riqueza/prosperidad), jade (tierra) y nubes auspiciosas (suerte/fortuna). Todos esos elementos simbólicos no solo representan la riqueza de las culturas tradicionales chinas, sino que también transmiten el deseo de China de prosperidad y desarrollo comunes a nivel mundial.
Toda la medalla está completamente hecha a mano con artesanía tradicional. Un ejemplo podría ser la incrustación de filigrana, también conocida como las bellas artes del oro. Dicha técnica de elaboración tradicional se puede ver especialmente en los pétalos de loto, así como en los símbolos dorados grabados. Otra técnica digna de mención es el esmalte de seda, que se utiliza para fabricar la mayoría de las partes azules de la Medalla de la Amistad. El color azul no solo destaca del resto de la medalla de oro, sino que también se usa para adornar el simbolismo de color tranquilo y estable dentro de la cultura tradicional china.

## Políticas y regulaciones
De acuerdo con la Ley de la República Popular China sobre Medallas Nacionales y Títulos Honoríficos Nacionales, las medallas estatales y los honores estatales pueden otorgarse a título póstumo. Todo destinatario que haya realizado contribuciones destacadas durante su vida y reúna las condiciones necesarias para recibir la Medalla de la Amistad según lo estipulado en esta ley, y que fallezca antes de la implementación, podrá recibir medallas estatales y honores estatales a título póstumo.
Además, las medallas y los honores estatales son de por vida para sus destinatarios, pero también pueden ser revocados. El Comité Permanente de la Asamblea Popular Nacional (NPCSC) tiene derecho a revocar la Medalla de la Amistad, si el destinatario ha sido condenado a prisión por un delito o ha cometido otras violaciones graves de la ley o la disciplina. Tal disfrute continuo de las medallas estatales y los honores estatales podría dañar seriamente la reputación del más alto honor nacional. Por lo tanto, el NPCSC celebraría reuniones emergentes para discutir y votar la cancelación de esa Medalla de la Amistad específica.

## Condecorados

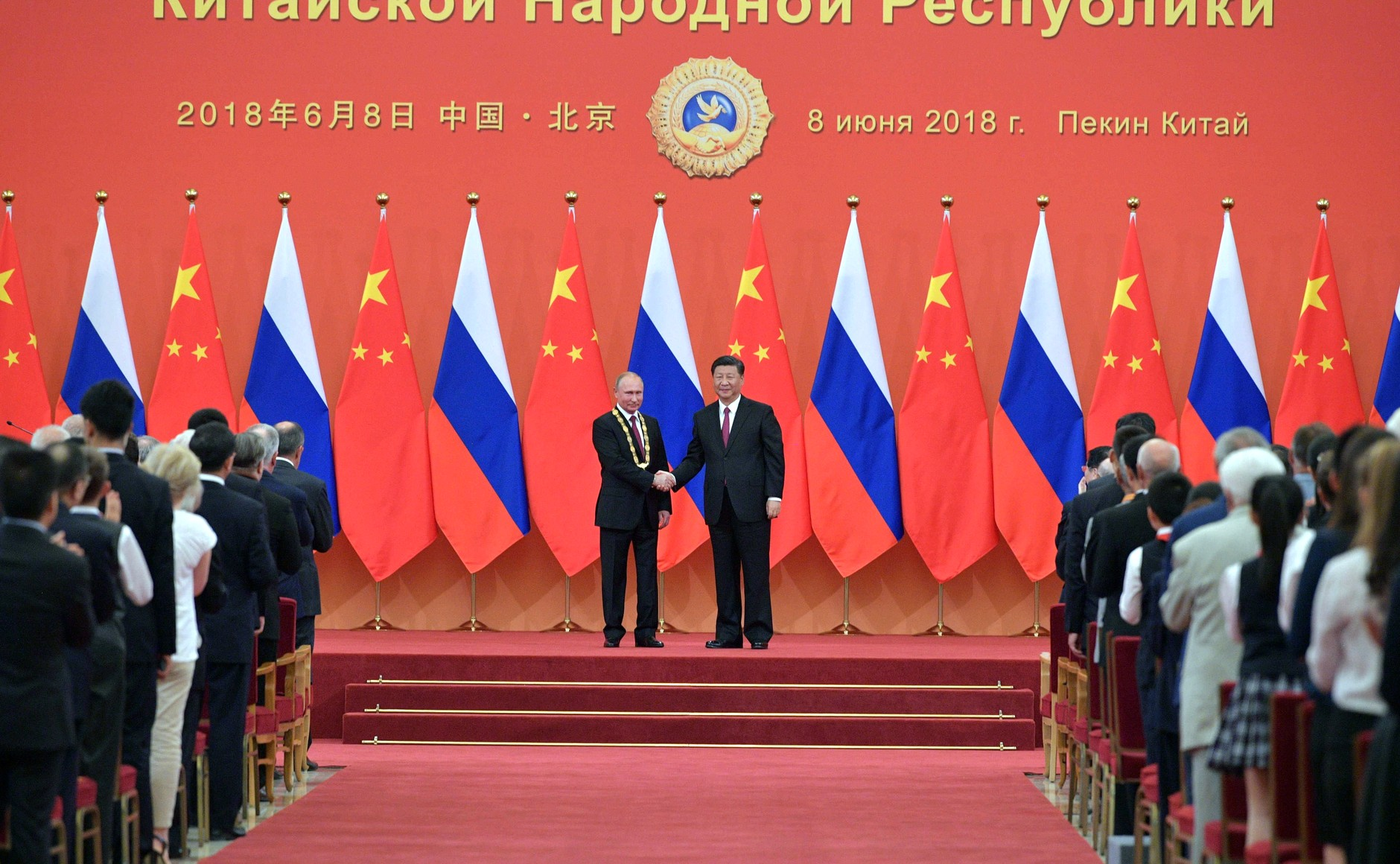
El presidente de China, Xi Jinping, concedió la Medalla de la Amistad de la República Popular China a Vladímir Putin. El presidente de Rusia es el primer líder extranjero en recibir esta alta orden nacional de China.

| N. | Nombre                       | País       | Cargo o profesión                                                    | Fecha de concesión       | Ref.          |
| -- | ---------------------------- | ---------- | -------------------------------------------------------------------- | ------------------------ | ------------- |
| 1  | Vladímir Vladímirovich Putin | Rusia      | Presidente de Rusia                                                  | 8 de junio de 2018       | [ 4 ]         |
| 2  | Nursultán Nazarbáyev         | Kazajistán | Presidente de Kazajistán                                             | 28 de abril de 2019      | [ 12 ]        |
| 3  | Raúl Castro                  | Cuba       | Primer secretario del Partido Comunista de Cuba y Presidente de Cuba | 29 de septiembre de 2019 | [ 13 ] [ 14 ] |
| 4  | Maha Chakri Sirindhorn       | Tailandia  | Princesa de Tailandia                                                | 29 de septiembre de 2019 | [ 13 ] [ 14 ] |
| 5  | Salim Ahmed Salim            | Tanzania   | Primer ministro de Tanzania                                          | 29 de septiembre de 2019 | [ 13 ] [ 14 ] |
| 6  | Galina Veniamínovna Kulikova | Rusia      | Primera vicepresidenta de la Asociación de Amistad Ruso-China        | 29 de septiembre de 2019 | [ 13 ] [ 14 ] |
| 7  | Jean-Pierre Raffarin         | Francia    | Primer ministro de Francia                                           | 29 de septiembre de 2019 | [ 13 ] [ 14 ] |
| 8  | Isabel Crook                 | Canadá     | Escritora, profesora de idiomas y antropóloga canadiense             | 29 de septiembre de 2019 | [ 13 ] [ 14 ] |
| 9  | Norodom Monineath            | Camboya    | Reina Madre de Camboya                                               | 6 de noviembre de 2020   | [ 15 ]        |
| 10 | Nguyễn Phú Trọng             | Vietnam    | Secretario general del Partido Comunista de Vietnam                  | 31 de octubre de 2022    | [ 16 ]        |
| 11 | Emomali Rahmon               | Tayikistán | Presidente de Tayikistán                                             | 5 de julio de 2024       | [ 17 ]        |
| 12 | Dilma Rousseff               | Brasil     | Presidenta del Nuevo Banco de Desarrollo y expresidenta de Brasil    | 29 de septiembre de 2024 | [ 18 ]        |